# Troissereux
Troissereux és un municipi francès, situat al departament de l'Oise i a la regió dels Alts de França. L'any 2007 tenia 1.129 habitants.

## Demografia

### Població
El 2007 la població de fet de Troissereux era de 1.129 persones. Hi havia 446 famílies de les quals 88 eren unipersonals (28 homes vivint sols i 60 dones vivint soles), 177 parelles sense fills, 169 parelles amb fills i 12 famílies monoparentals amb fills.
La població ha evolucionat segons el següent gràfic:
Habitants censats

### Habitatges
El 2007 hi havia 468 habitatges, 446 eren l'habitatge principal de la família, 9 eren segones residències i 13 estaven desocupats. 416 eren cases i 46 eren apartaments. Dels 446 habitatges principals, 356 estaven ocupats pels seus propietaris, 79 estaven llogats i ocupats pels llogaters i 10 estaven cedits a títol gratuït; 4 tenien una cambra, 34 en tenien dues, 53 en tenien tres, 115 en tenien quatre i 239 en tenien cinc o més. 363 habitatges disposaven pel capbaix d'una plaça de pàrquing. A 189 habitatges hi havia un automòbil i a 226 n'hi havia dos o més.

### Piràmide de població
La piràmide de població per edats i sexe el 2009 era:
| Homes | Edats   | Dones |
| ----- | ------- | ----- |
| 0     | 95 o +  | 0     |
| 0     | 90 a 94 | 0     |
| 0     | 85 a 89 | 8     |
| 0     | 80 a 84 | 8     |
| 16    | 75 a 79 | 20    |
| 8     | 70 a 74 | 16    |
| 28    | 65 a 69 | 8     |
| 40    | 60 a 64 | 64    |
| 20    | 55 a 59 | 16    |
| 56    | 50 a 54 | 44    |
| 68    | 45 a 49 | 48    |
| 36    | 40 a 44 | 56    |
| 48    | 35 a 39 | 28    |
| 32    | 30 a 34 | 48    |
| 16    | 25 a 29 | 32    |
| 44    | 20 a 24 | 36    |
| 60    | 15 a 19 | 40    |
| 72    | 10 a 14 | 20    |
| 48    | 5 a 9   | 28    |
| 20    | 0 a 4   | 8     |

## Economia
El 2007 la població en edat de treballar era de 772 persones, 581 eren actives i 191 eren inactives. De les 581 persones actives 550 estaven ocupades (292 homes i 258 dones) i 31 estaven aturades (13 homes i 18 dones). De les 191 persones inactives 85 estaven jubilades, 62 estaven estudiant i 44 estaven classificades com a «altres inactius».

### Ingressos
El 2009 a Troissereux hi havia 447 unitats fiscals que integraven 1.121,5 persones, la mediana anual d'ingressos fiscals per persona era de 23.735 €.

### Activitats econòmiques
Dels 60 establiments que hi havia el 2007, 1 era d'una empresa extractiva, 1 d'una empresa alimentària, 3 d'empreses de fabricació d'altres productes industrials, 6 d'empreses de construcció, 17 d'empreses de comerç i reparació d'automòbils, 4 d'empreses de transport, 2 d'empreses d'hostatgeria i restauració, 2 d'empreses financeres, 5 d'empreses immobiliàries, 8 d'empreses de serveis, 8 d'entitats de l'administració pública i 3 d'empreses classificades com a «altres activitats de serveis».
Dels 16 establiments de servei als particulars que hi havia el 2009, 1 era una oficina de correu, 5 tallers de reparació d'automòbils i de material agrícola, 3 paletes, 1 fusteria, 2 lampisteries, 1 perruqueria, 1 restaurant i 2 agències immobiliàries.
Dels 5 establiments comercials que hi havia el 2009, 1 era una gran superfície de material de bricolatge, 2 fleques, 1 una llibreria i 1 una joieria.
L'any 2000 a Troissereux hi havia 9 explotacions agrícoles.

## Equipaments sanitaris i escolars
El 2009 hi havia 1 farmàcia i 1 ambulància.
El 2009 hi havia una escola elemental.

## Poblacions més properes
El següent diagrama mostra les poblacions més properes.